# Аликин, Евгений Геннадьевич
Евгений Геннадьевич Аликин (род. 18 октября 1994, Пермь) — российский хоккеист, вратарь клуба КХЛ «Автомобилист». Мастер спорта России (2025).

## Биография
Воспитанник клуба «Молот-Прикамье» Пермь, в системе которого выступал до 2015 года. С молодёжной командой «Октан» стал обладателем Кубка регионов — главного трофея НМХЛ. После пробился в состав основной команды «Молот-Прикамье», за которую провёл 97 игр в ВХЛ, 25 из которых — в плей-офф Кубка Братины. Был включен в пятёрку лучших вратарей сезона 2014/15 ВХЛ. Бронзовый призер Кубка Братины. В межсезонье 2015 года приглашён в состав клуба КХЛ «Амур» Хабаровск, дебютировал 8 сентября в домашнем матче против СКА (0:3). Провёл в сезоне 4 матча за «Амур»; в ВХЛ — 4 матча за «Звезду-ВДВ» и один — за «Буран» в плей-офф. В следующем сезоне провёл один матч за «Амур» и 13 — за фарм-клуб «Сокол» Красноярск в ВХЛ. 30 апреля 2023 года перешел в «Автомобилист».
- Персональная страница на сайте ХК «Амур»